# Galina Popova
Galina Vinogradova-Popova, ruska atletinja, * 2. junij 1932, Moskva, Sovjetska zveza.
Nastopila je na poletnih olimpijskih igrah v letih 1956 in 1964, ko je osvojila četrto mesto v štafeti 4x100 m. 11. septembra 1955 je izenačila svetovni rekord v skoku v daljino s 6,28 m in ga 18. novembra istega leta še popravila na 6,31 m, veljal je do avgusta 1956. 11. septembra 1955 je s sovjetsko štafeto izenačila svetovni rekord v štafeti 4x100 m.